# Rolf Bjørne
Rolf Bjørne (1961) è un ex sciatore alpino norvegese.

## Biografia
Bjørne vinse la medaglia d'oro nella combinata ai Campionati norvegesi del 1984 e in seguitò gareggiò nel circuito universitario nordamericano (NCAA); non prese parte a rassegne olimpiche né ottenne piazzamenti in Coppa del Mondo o ai Campionati mondiali.

## Palmarès

### Campionati norvegesi
- 2 medaglie[senza fonte] (dati dalla stagione 1982-1983):
  - 1 oro (combinata nel 1984)[2]
  - 1 argento (slalom speciale nel 1983)[senza fonte]